# Кочергин, Иван Андреевич
Иван Андреевич Кочергин (1908—2000) — инженер-геолог, лауреат Ленинской премии.
В 1936 г. окончил Свердловский горный институт.
С весны 1949 года работал в Казахстане. Главный геолог Сарбайской геологоразведочной партии. С мая 1957 г. — главный геолог Североказахстанского геологического управления.
Кандидат геолого-минералогических наук.
Жена — Мария Хильевна Кочергина, геолог. Четверо детей.
Ленинская премия 1957 года — за открытие и разведку железорудного месторождения Сарбайской и Соколовской групп в Казахстане.